# Acasă
Acasă TV (autrefois PRO 2) est une chaîne de télévision roumaine. Il s'agit d'une station de divertissement, principalement consacrée à la journée telenovelas, des films de famille, des talk-shows, des feuilletons et des journaux télévisés.

## Histoire
Lancée le 2 février 1998, la chaîne « Acasă » a initialement pour nom de projet « Familia TV », étant considéré comme une chaîne familiale. À ses débuts, elle diffuse principalement des films familiaux, séries américaines, feuilletons, dessins animés et des programmes sportifs.
Depuis le 1er décembre 2012, la chaîne dispose d'une déclinaison pour la Moldavie, « Acasă in Moldova », qui diffuse quelques programmes spécifiques et une publicité locale.
Le 28 août 2017, la chaîne est renommée « Pro 2 » et adopte une nouvelle identité. Ce changement intervient de manière générale au sein du groupe MediaPro, afin d'uniformiser les chaînes. Le 4 avril 2022, la chaîne est renommée « Acasă TV » et adopte une nouvelle identité. Ce changement intervient de manière générale au sein du groupe MediaPro, afin d'uniformiser les chaînes.

### Identité visuelle

Logo d'Acasă TV de 2016 à 2017
Logo de Pro 2 depuis 2017

## Programmation

### Telenovelas roumaines
| Année | Titre original     | Titre adapté (anglais) | Protagonistes                         |
| ----- | ------------------ | ---------------------- | ------------------------------------- |
| 2004  | Numai iubirea      | Only Love              | Alexandru Papadopol, Corina Dănilă    |
| 2005  | Lacrimi de iubire  | Tears of Love          | Dan Bordeianu, Adela Popescu          |
| 2005  | Pacătele Evei      | The Sins of Eve        | Oana Zăvoranu, Alexandru Papadopol    |
| 2006  | Iubire ca în filme | A Movie-Like Romance   | Adela Popescu, Dan Bordeianu          |
| 2006  | Daria, iubirea mea | Daria, My Love         | Adrian Ștefan, Victoria Răileanu      |
| 2007  | Inimă de țigan     | Gypsy Heart            | Denis Ștefan, Andreea Pătrașcu        |
| 2007  | Războiul sexelor   | The War of the Sexes   | Alexandru Papadopol, Diana Dumitrescu |
| 2008  | Regina             | Regina                 | Diana Dumitrescu, Bogdan Albulescu    |
| 2008  | Îngerașii          | Little Angels          | Adela Popescu, Ioan Isaiu             |
| 2008  | Doctori de mame    | Mothers and Doctors    | Medeea Marinescu, Vlad Zamfiresu      |
| 2009  | Aniela             | Aniela                 | Adela Popescu, Mihai Petre            |
| 2010  | Iubire și Onoare   | In the Name of Honour  | Mădălina Drăghici, Radu Vâlcan        |